# Túnel do Rossio
O Túnel do Rossio é uma infra-estrutura ferroviária que permite o acesso à estação do Rossio, no centro de Lisboa, em Portugal, a partir da estação de Campolide, perfazendo o segmento inicial da Linha de Sintra.

## Descrição

### Localização e acessos
O túnel insere-se na Linha de Sintra, entre os PKs 0+194 e 2+807.

### Infraestrutura
Tem via dupla com 2613 m de comprimento (aproximadamente idêntico ao da Ponte 25 de Abril), e um perfil abobadado de 8 m de largura por 6 m de altura até ao fecho da abóbada. O túnel tem um declive de aproximadamente 1% (exatamente +12‰−3‰ = 9‰), descendo 24,26 m desde a boca do túnel em Campolide até ao portal na estação do Rossio.
|  | Este túnel é a única ligação ferroviária pesada à Baixa de Lisboa, passando sob arruamentos urbanos em cota elevada, de edificação já consolidada à data de construção. A distância na vertical entre a soleira da abóbada do túnel e a superfície não é toda igual: Distâncias verticais às vias mais importantes que o túnel cruza em plano: - 11 0 m - Avenida Calouste Gulbenkian - 62,5 m - Rua Marquês da Fronteira - 57,1 m - Avenida Engenheiro Duarte Pacheco (Túnel do Marquês) - 26,5 m - Rua Braamcamp - 03 0 m - Linha Amarela (metropolitano) - 02 0 m - Calçada da Glória (Elevador da Glória) |

## História

### Antecedentes
Em 28 de Setembro de 1856 foi inaugurado o primeiro lanço de via férrea em Portugal, unindo a zona oriental de Lisboa ao Carregado. Em 1887 entrou ao serviço uma nova rede ferroviária, que ligava a zona de Alcântara, na zona ocidental de Lisboa, a Sintra e à costa Oeste. Ambas as linhas eram exploradas pela Companhia Real dos Caminhos de Ferro Portugueses, pelo que começou a planear a instalação de uma terceira via férrea em redor de Lisboa, de forma a unir estes dois eixos. Assim, um alvará de 23 de Julho de 1888 autorizou a instalação desta linha férrea, e de um ramal que a ligasse a uma nova estação urbana no centro de Lisboa (futura Gare do Rossio), que deveria ser construída no Terreiro do Duque. A via férrea entre Benfica, na Linha do Oeste (=Linha de Sintra), e Santa Apolónia, na Linha do Leste (futura Linha do Norte), entrou ao serviço em 20 de Maio de 1888.

### Construção e inauguração

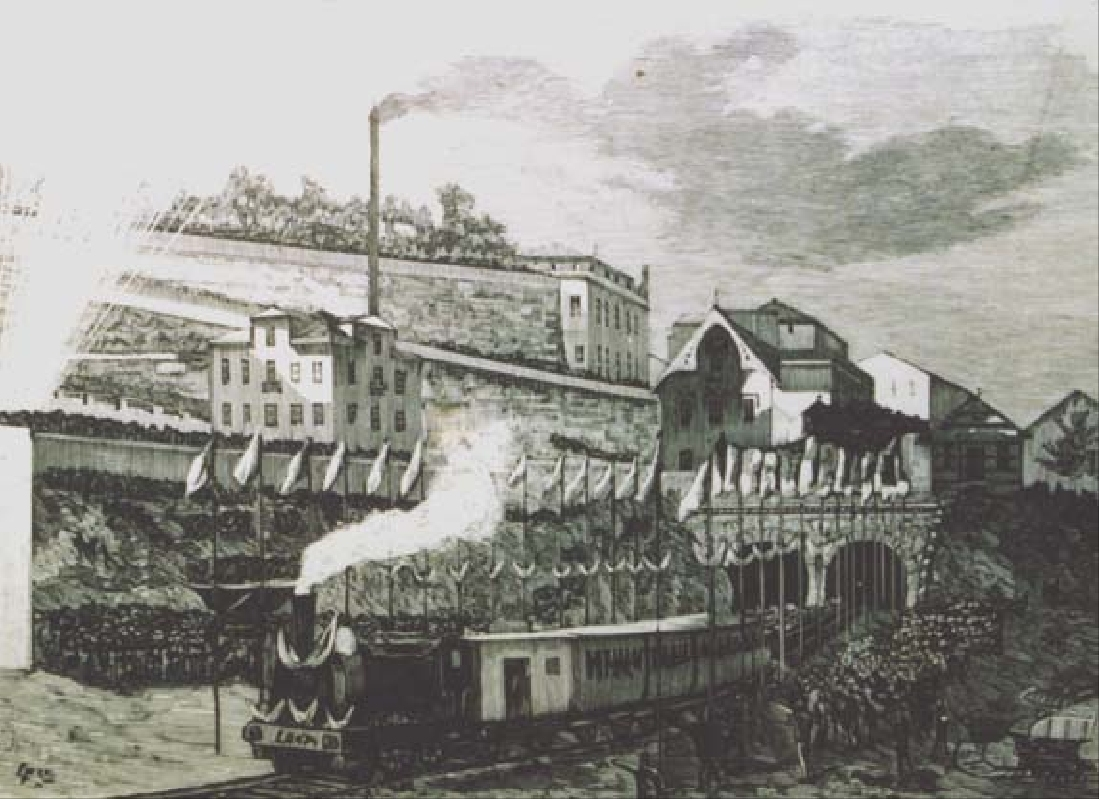
Inauguração do Túnel do Rossio, em 8 de Abril de 1889.

Os estudos geológicos para o túnel foram efectuados pelo professor Paul Choffat. Em Abril de 1889, foi terminada a perfuração do túnel, estando já nessa altura concluídas as obras da Gare do Rossio. O túnel em si foi inaugurado no dia 8 desse mês, com a organização de um comboio especial entre Campolide e a estação do Rossio, transportando empregados e superiores da Companhia Real, além de vários convidados. Porém, a inauguração definitiva tanto do túnel como da estação só ocorreu em Maio de 1891, tendo ambos entrado ao serviço em 11 de Junho desse ano.

### Século XX
No orçamento da Companhia Real dos Caminhos de Ferro Portugueses para 1902, encontravam-se incluídas obras de instalação de iluminação eléctrica no interior do túnel; previa-se que a energia eléctrica fosse fornecida pelos geradores da Estação do Rossio, cuja potência teria de ser, provavelmente, aumentada para poder assegurar este serviço. Calculava-se, igualmente, que este fosse o primeiro passo para a implementação de mais equipamentos eléctricos nesta interface, como os aparelhos de mudança de via, gruas, elevadores, e transportadores de bagagens. O túnel em si deveria ser adaptado a tracção eléctrica, provavelmente através da instalação de uma terceira via electrificada; isto permitiria substituir as locomotivas a vapor, cujas emissões poluentes incomodavam os passageiros nas gares e no interior das carruagens.
Em 1916 entraram ao serviço as locomotivas a vapor da série 070-097, encomendadas para servir especificamente no serviço tranvia entre Lisboa-Rossio e Sintra, via Túnel do Rossio.

### Século XXI
O túnel esteve encerrado ao tráfego entre 22 de Outubro de 2004 e 16 de Fevereiro de 2008, para obras de reabilitação.
Durante as obras de reabilitação e beneficiação houve necessidade de proceder a uma intervenção nas paredes do túnel, com um novo revestimento estrutural em betão armado nos troços críticos. O túnel foi dotado em todo o comprimento de uma plataforma de via em betão com carris embebidos, permitindo, se necessário, o fácil acesso de veículos de serviço ou de socorro. Em consequência destas mesmas obras, o Elevador da Glória esteve parado entre Abril de 2006 e Fevereiro de 2007, pois temia-se o perigo de derrocada nos terrenos entre a Calçada da Glória e a Rua Artilharia 1.[carece de fontes?]
Aquando das obras de reabilitação foi instalado o sistema de monitorização de túneis SysTunnel que permite a medição de deformações, convergências e temperatura em diferentes secções da estrutura recorrendo exclusivamente a sensores de fibra óptica. Este sistema foi desenvolvido pela EPOS em parceria com a FiberSensing e com o Professor Carlos Dinis da Gama do Centro de Geotecnia do Instituto Superior Técnico. No Túnel do Rossio foram instaladas 109 secções de instrumentação perfazendo um total de 763 sensores de “strain” e 109 de temperatura. O sistema de medição instalado no nicho técnico no interior do túnel regista os dados dos sensores e faz a gestão da transmissão através de TCP/IP para o Servidor. Estes dados podem ser depois consultados em qualquer PC na intranet da REFER através de uma interface Web.
O túnel foi ainda dotado de um poço de escapatória para a superfície sensivelmente a meio do percurso, junto ao cruzamento com a Rua Alexandre Herculano.

## Serviços
A partir de finais do século XX, a Estação do Rossio passa a servir regularmente apenas comboios suburbanos, da Linha de Sintra.[carece de fontes?] Desde 1992, estes foram veiculados por automotoras elétricas das séries gémeas 2300 e 2400, substituídas temporariamente neste serviço em finais de 2013 pelas 3500, de dois pisos.

## Leitura recomendada
- Do Rossio a Campolide: A Reabilitação de um Túnel e de uma Estação com História. Lisboa: Rede Ferroviária Nacional. 2008